# 1 Brygada Kawalerii Narodowej (Wielkie Księstwo Litewskie)

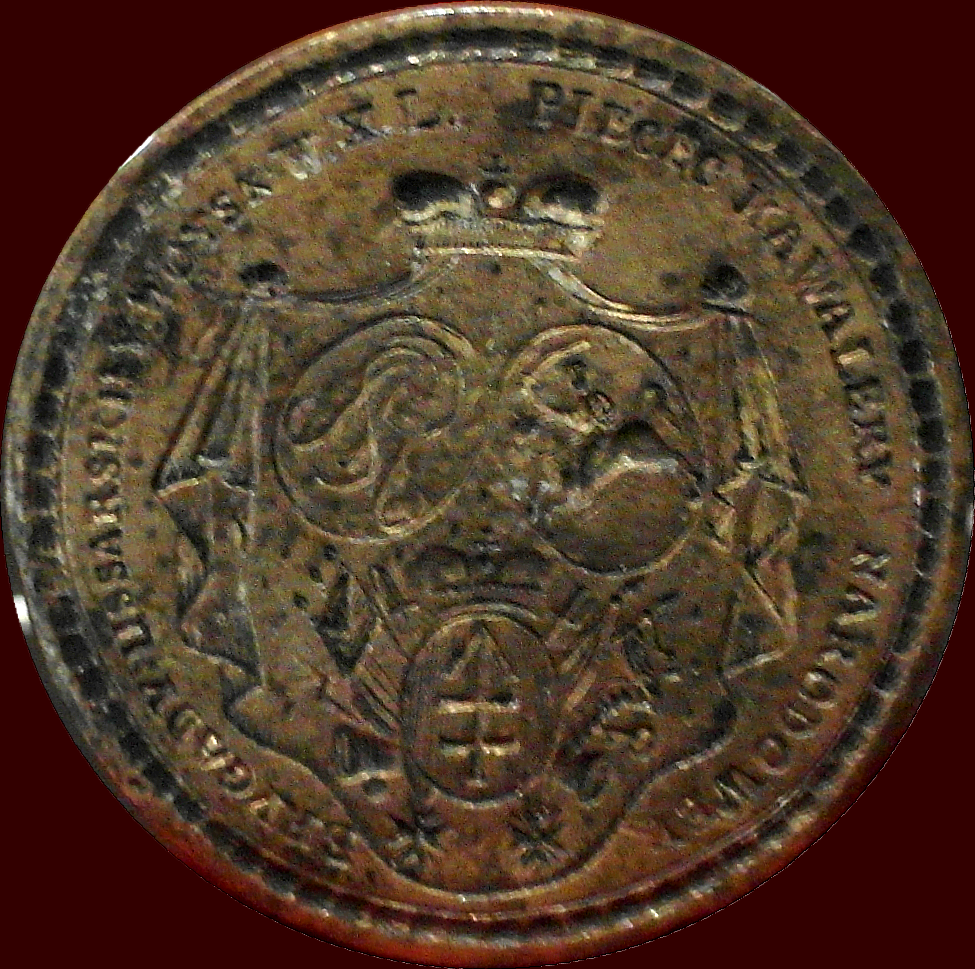
Pieczęć wielka 1 Brygady Kawalerii Narodowej Wielkiego Księstwa Litewskiego

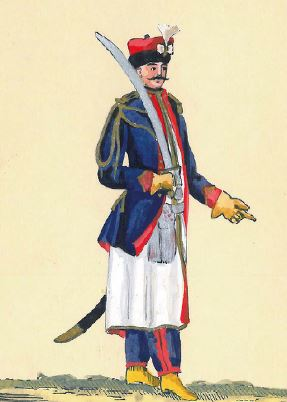
Oficer chorągwi króla 1 Brygady KN w 1775

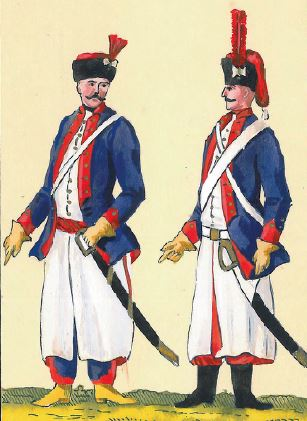
Towarzysz i szeregowy 1 Brygady KN "Husarskiej" w 1775

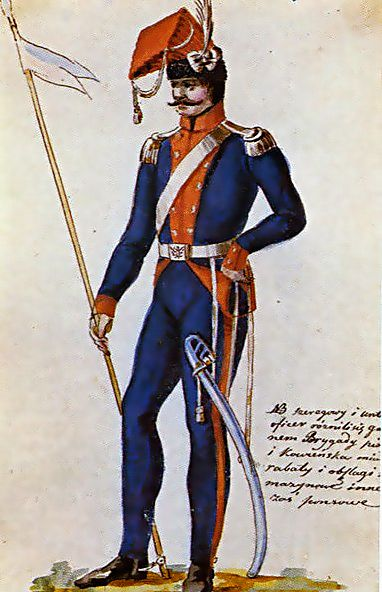
Jeździec 1 Brygady KN w mundurze z 1792

1 Brygada Kawalerii Narodowej Polskiej Wielkiego Księstwa Litewskiego – brygada jazdy armii Wielkiego Księstwa Litewskiego Rzeczypospolitej Obojga Narodów.
Inne nazwy brygady: Brygada Husarska lub Brygada Kowieńską.

## Formowanie i zmiany organizacyjne
Sformowana w 1776. W 1776 roku liczyła etatowo 478 żołnierzy. Stan faktyczny według „raty marcowej” z 1777 roku wynosił 294 żołnierzy.
Lustracja przeprowadzona w 1776 roku opisana została następująco:

Brygada na cztery szwadrony jest podzielona, regulaminu nowego niema, wprowadza do rapportów 16 chorągwi w Liczbie Osób podług Konst. 1717. W nich zaś Towarzystwa iak być powinno Komplet nieznajduje się, y dlatego w Linij niedostaiących wielka się liczba wyraża, bo nawet Komendanci niewiedzą, ieśli którzy są w służbie lub się abszytowałi. I nigdy bowiem meldować się niemają we zwyczaju. Poczty lud słuszny, y dobrze umundurowany, nowych iednak Pałaszów, Flintpasów, Patrontaszów, Kidbaky Mituków potrzebni. Broń teraz iest nikczemna y niedobrana, ale iuż na nową dane pieniądze. Płaca punktualnie dochodzi tak bawiącym się zawsze przy Sztabie, iakoteż za assygnacyami hetmana etiam na Urlopowanych daie się, wszakże natych tylko którzy są w Liczbę, rzetelnie służących wprowadzeni. W Piąciu Chorągwiach Porucznicy y Chorążowie większe Gaże zyskuią, w inszych zaś mniejsze biorą, aże służbę iednaką odbywają porównania zatym y płacy dopraszaią się. Za Komendy JmPana Puzyny Stt Fiłipowskiego bez objaśnionej przyczyny Konie Towarzyszom zpod Pocztów ich zabrano y przez wyznaczonych Taxatorów potaxowawszy przedano, a teraz na tęż Konie Abcugi znowu z Gaż Ofjicyerskich y Towarzyskich czynią się, za krzywdę wszyscy to sobie poczytują. Namiestników Czterech iest wtey Brygadzie od Hetmana patentowanych, z nich ieden żąda Dymisyji, służby On nieczyni, y traktamentu niebrał lecz na lego miejscu Towarzysz przy Pensji własney powinność pełni. Kwatery w Mińsku niewygodne ile dla Konnych. Drożyzna nadzwyczayna wysuspendować się nie daie, y upadek w koniach ponoszą. Iest ich żądaniem nayusilnieyszym do dawnieyszych kwater w Stwie Preńskim powrócić.

W 1777 roku w skład brygady wchodził sztab i chorągwie:
- chorągiew J. K. M,
- chorągiew M. H. Radziwiłła,
- chorągiew D. Przeździeckiego,
- chorągiew F. K. Sapiehy,
- chorągiew M. K. Ogińskiego,
- chorągiew J. Niesiołowskiego,
- chorągiew D. Aleksandrowicza,
- chorągiew K. Platera,
- chorągiew J. Sosnowskiego,
- chorągiew J. M. Radziwiłła,
- chorągiew J. Zabiełły,
- chorągiew F. De Raesa,
- chorągiew K. Radziwiłła,
- chorągiew S. Radziwiłła,
- chorągiew A. Radziwiłła,
- chorągiew M. Borcha.

Chorągwie zgrupowane były w czterech szwadronach po cztery chorągwie.
Reformy sejmu czteroletniego przewidywały w 1789 przyrost liczebności wojsk do armii 100-tysięcznej. Nieco później zmniejszono jej etat do 65 tysięcy. Przy zachowaniu etatu z 1776 nowy zaciąg dla jednostki przewidywał 1120 ludzi, co razem miało stanowić 1598 żołnierzy w służbie. Stan oddziału w 1792 roku, do czasu przejęcia wojska litewskiego przez konfederację targowicką, wynosił etatowo 1619 żołnierzy, a praktycznie 1349. Można przyjąć, że w kwietniu 1794 roku stan brygady wynosił etatowo 1262 żołnierzy, a faktyczny 1022. W 1794 roku zorganizowana była w 12 chorągwi.
Brygada zorganizowana była w 6 szwadronów po dwie chorągwie. Jej stan liczebny na dzień 1 sierpnia 1793 wynosił 1017 ludzi i 577 koni, a 16 kwietnia 1794 około 1000 ludzi i około 800 koni.

## Stanowiska
- Kowno
- Mińsk (1789)
- Kiejdany (1790)
- Wiłkomierz
- Poniewież
- Rosienie
- Szawle[2].

## Żołnierze brygady
Stanowiska oficerskie w brygadzie zajmowali: brygadier-komendant, wicebrygadier-wicekomendant, major, kwatermistrz-kasjer, audytor, adiutant, rotmistrz, porucznik, podporucznik i chorąży.
Rangami oficerskimi były też stopnie: towarzysza i namiestnika. Odpowiadały one randze chorążego. Nie byli oni patentowani przez króla lecz przez rotmistrzów lub hetmanów i ich rzeczywiste role w chorągwiach bardziej można przyrównać do podoficerskich.
Komendanci:
- gen. lejtn. Antoni Kazimierz Tyszkiewicz (1775-1778)
- Antoni Oskierko ((IV 1778- XII 1778)
- gen. mjr Tadeusz Puzyna (3 XII 1778- 1788),
- Szymon Zabiełło (26 czerwca 1788-1790),
- Piotr A. Twardowski (12-14 X 1790)
- Jan Ogiński (1790-1791)
- Mikołaj Sulistrowski (I 1791 -),
- Frankowski[2](od 1792).

## Bitwy i potyczki
Brygada brała udział w walkach w czasie wojny w obronie Konstytucji 3 maja i insurekcji kościuszkowskiej.
- Świerzeń (10 czerwca 1792),
- Mir (11 czerwca 1792),
- Johaniszkiele,
- Brześć (23 lipca 1794),
- Szczucin (13 maja 1794),
- Poniewież (20 maja 1794),
- Szkudy przed (12 lipca 1794).